# Kostjantyna Malyzka

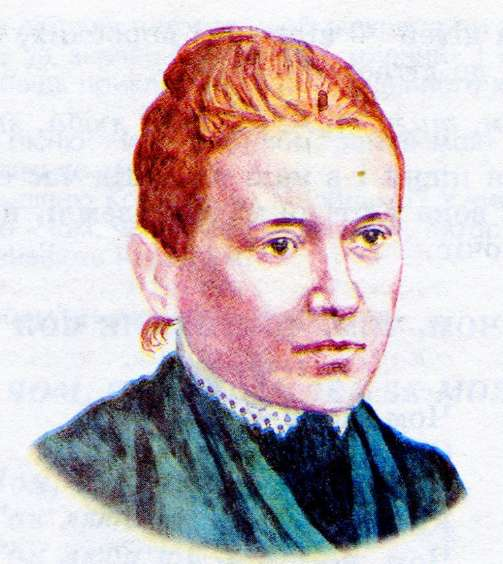
Kostjantyna Malyzka

Kostjantyna Iwaniwna Malyzka (ukrainisch Костянтина Іванівна Малицька, * 30. Mai 1872 in Kropywnyk, heutiger Rajon Kalusch, Galizien, Österreich-Ungarn; † 17. März 1947 in Lwiw) war eine ukrainisch-sowjetische Pädagogin und Schriftstellerin.

## Biografie
1889 schloss sie das Gymnasium in Stanyslawiw ab. Anschließend studierte sie am staatlichen Lehrerseminar in Lwiw, das sie 1892 abschloss und ein Lehrdiplom erhielt. Ihre erste Stelle war eine Schule in Jesupil. Sie arbeitete 11 Jahre lang in Halytsch, wo sie die Gründung eines Lesesaals der Proswita initiierte. Malyzkas soziale, kulturelle, pädagogische und journalistische Aktivitäten lösten bei russophilen und pro-polnisch orientierten Menschen Besorgnis aus, weshalb sie 1903 in das entfernte Dorf Biecz versetzt werden sollte. Stattdessen zog sie nach Bukowina und unterrichtete an der Volksschule in Luschany. In Czernowitz wurde sie Mitglied der Redaktion der Zeitschrift Promin. Außerdem arbeitete sie die nächsten drei Jahre an der Organisation von Frauenorganisationen in Bukowina. 1906 arbeitete sie auf Einladung der Ukrainischen Pädagogischen Gesellschaft in Lwiw als Lehrerin an einer von Marija Bilezka geleiteten Mädchenschule. Von 1906 bis 1914 gab sie die Kinderzeitschrift Dswinok heraus.
Malyzka war neben Hermina Schuchewytsch und Marija Bilezka eine der führenden galizischen Feministinnen. Sie beteiligte sich an mehreren Frauenorganisationen als Gründerin oder Vorstandsmitglied. Am 18. Februar 1913 erschien in Lwiwer Zeitschriften mit den Unterschriften mehrerer Frauen, wie Malyzka, Biletska,  und Olena Stepaniw ein Aufruf zur Gründung des Fonds Bedürfnisse der Ukraine. Die von den Frauen gesammelten Gelder wurden zur Gründung der Ukrainischen Legion verwendet. Nach der Besetzung Galiziens durch die Kaiserlich Russische Armee wurde Malyzka verhaftet und ins Dorf Pintschuga an der Angara geschickt. Nach der Februarrevolution 1917 zog sie 1919 nach Krasnojarsk, wo sie dort der ukrainischen Gemeinschaft half, die erste ukrainische Schule der Stadt zu organisieren und dort unterrichtete.
Im September 1920 kehrte sie nach Lwiw zurück und arbeitete dort erneut als Lehrerin an der Mädchenschule. Im Dezember 1921 nahm sie am Allukrainischen Frauenkongress in Lwiw teil, auf dem die Ukrainische Frauenunion (SU) gegründet wurde. Malyzka war von 1923 bis 1924 Vorsitzende und bis 1928 Vorstandsmitglied der SU. In diesem Jahr initiierte sie die Gründung ihrer Nachfolgeorganisation Druschyna Knjahyni Olhy (Fürstin Olgas Druschina).
Zu Malyzkas literarischen Werken gehören Gedichte, Lieder wie Tschom, tschom, tschom, semle moja (Was, was, was, mein Land), das zu einem Volkslied geworden ist, Kurzgeschichten, Essays, und Kinderbücher. Sie schrieb unter Pseudonymen wie Stefan Horskyj, Wira Kropywnyzka, Wira Lebediw, Wira Luschanska und Tschajka Dnistrowa. Einige von Malyzkas Zeitschriftenbeiträgen sind in separaten Sammlungen erschienen. Ihre Kindergeschichten erschienen in Mali drusi (Kleine Freunde, 1899), und ihre pädagogischen Artikel in Maty (Mutter, 1902) und S trahediji dytjatschych dusch (Aus den Tragödien von Kinderseelen, 1907). Sie schrieb auch Kindertheaterstücke und übersetzte Kinderliteratur.
Ab 1944 arbeitete sie im ehemaligen Ossolineum der Nationalen wissenschaftlichen Stefanyk-Bibliothek der Ukraine, wo sie eine Bibliografie der ukrainischen Kinderliteratur zusammenstellte. Sie starb 1947 und wurde auf dem Lytschakiwski-Friedhof beigesetzt.

## Nachwirkung
Im September 2009 wurde an der Mädchenschule in Lwiw, an der Malyzka unterrichtete, eine Gedenktafel für sie angebracht.